# アナウンス部
アナウンス部（アナウンスぶ）は、日本の放送事業者（放送局）におけるアナウンサーの所属部署およびその名称である。
局（組織）によって「アナウンス室」「アナウンサー室」「アナウンスセンター」と名称は多少異なるが、週刊誌の女性アナウンサーに対する報道でよく登場する「アナウンス局」という名称は、民間放送・NHK双方とも存在しない。地方の小規模局の場合は、アナウンス部そのものが存在しない事もある（後述）。

## NHKの場合
- 東京・渋谷のNHK放送センターに「アナウンス室」があり、東京勤務の大多数のアナウンサーはここに所属する。また、ラジオ専任のアナウンサーは「NHKラジオセンター」に所属。世田谷区砧の「NHK放送研修センター・日本語センター」にもアナウンサーが所属する。ここのアナウンサーは、主に新規採用となったアナウンサーの研修や「話しことば講座」の講師を担当したりもする。また、スポーツ中継を担当する一部のアナウンサーは、関連会社の「NHKグローバルメディアサービス」に所属（出向）する。
- 地方の各放送局の場合は、報道・制作・アナウンスのセクションをまとめて「放送部」と呼ぶ。したがってアナウンサーもここに所属し、時にはニュース取材や番組制作を行う。

## 民間放送の場合
- 「アナウンス部」などアナウンサー専門部署において、特に「部長」「デスク」は、スケジュール管理や渉外等、アナウンスのスキルを必要としない事務を専ら行うため、本来アナウンサーではない社員が就くケースがしばしば見られる。

### 在京局
テレビの在京キー局においては、概ね編成（編成局・総合編成本部・編成制作局等）の下部組織に置かれており、TBSとフジテレビを除いては「アナウンス部」の名称である（TBSは「アナウンスセンター」、フジテレビは「アナウンス室」）。　
- ラテ兼営（ラジオ・テレビ兼営）局であったTBSのアナウンス部は、開設当時はラジオ局に設置されていた。その後1963年に旧来のアナウンス部を残したまま、報道部やスポーツ部・ラジオ制作部にもアナウンサーを配属し、アナウンサーを報道・スポーツ・芸能・ラジオの各分野に専門職化させた。しかし1980年代後半、アナウンス部は報道総局の元に移ることになる。アナウンス部はその後「アナウンスセンター」（局相当）として独立するが、2004年10月に行われたTBSから子会社TBSテレビ（2008年度までは番組制作会社）への放送事業委託に伴い、当時「アナウンスセンター」に所属していたアナウンサーはTBSテレビに新設された「編成局アナウンス部」への出向扱いとなった（2005年以降入社のアナウンサーはTBSテレビが採用）。TBSの持ち株会社移行により、現在は全員がTBSテレビに転籍しており、現在は「総合編成本部 アナウンスセンター」[3]である。
- テレビ東京は1980年代後半から1990年代前半まで「アナウンス室」という名称を廃して「パーソナリティ室」を設置し、地方局などでのアナウンス経験者を多く採用していた。系列局でも同様の名称を使っていたが、1990年代後半に「アナウンス室」（局相当）の組織に改め、2005年7月の機構改革で「編成局 アナウンス部」となり、現在は「総合編成局 アナウンス部」[4]。

### ラジオ単営局
- TBSから分社化されたTBSラジオは、原則としてアナウンサーが所属しているTBSテレビとアナウンサーを共有している。
- 文化放送は一時期アナウンス部を設けていなかったが、アナウンサーを管轄する部署を「放送センター」とし、放送部を経て「アナウンス部」を数年前に[いつ?]復活させた。スポーツアナウンサーは2007年1月にスポーツ部（編成局 報道スポーツ制作部）に異動となり、ディレクター業務を兼務している。2012年現在では、スポーツアナウンサーは編成局 報道スポーツ制作部に、それ以外のアナウンサーは編成局制作部に在籍している。
- ニッポン放送のアナウンサーは制作部に属し、時にはディレクター業務もこなす場合があったが、近年[いつ?]制作部内に「アナウンサールーム」が置かれた。また、スポーツアナウンサーはスポーツ部に在籍する。

### 在阪局
- 毎日放送はラジオ本部に「アナウンサー室」（局相当）が置かれ、下部組織に「アナウンスセンター」が設置されているが、以前は「アナウンサー第一部」「アナウンサー第二部」「アナウンサー第三部」と分かれていた。第二部にはスポーツアナウンサー（ただし、ラジオの競馬実況をしていた蜂谷薫は第一部所属だった）第三部にはバラエティ系のアナウンサー（当時所属していたのは、角淳一（部長）、野村啓司（副部長）、柏木宏之、そして関岡香）が所属しており、それ以外のアナウンサーは第一部にまとめられていた。
- 朝日放送は報道を重視していたこともあり、長年報道局内にアナウンス部が置かれていたが、近年の[いつ?]機構改革によって編成局に移された。
- 関西テレビ、読売テレビは「編成局アナウンス部」の名称を用いている。関西テレビについては「編成局アナウンス室」だった時期もある。

### 地方局
地方局は、設立経緯や会社の事情によって異なるが、概ね「報道（制作）局」または「編成局」にアナウンス部が置かれる。ラテ兼営局は設立時代の名残からラジオ局に置かれることが多かったが、地方局で現在ラジオ局にアナウンス部が置かれているのは東北放送および中国放送だけである。また、規模の小さい地方局などは報道部や制作部に所属し、報道記者やディレクターを兼務している場合がある（アナウンス部が置ける規模の人数のアナウンサーがいるにもかかわらず、業務の効率化のために先述のような事を行っている局もある）。
- 北海道放送では、当初「ラジオ局アナウンス部」だったが、テレビの規模が大きくなるに従い、テレビ局にもアナウンス部が設けられ、アナウンサーは双方を兼務した。後に報道局に移管されるが、一時期アナウンス部が消滅し、アナウンサーは報道局（下部組織なし）に所属し、記者業務やアナウンサーだけではなく記者としての宿直業務もこなした。のちに編成局にアナウンス部が復活し、現在に至っている。
- FMラジオ局はどの局も会社の規模が小さいため、NHK地方局のような「放送部」という部署に在籍し、ディレクターや他の業務も兼務していることが多い。NHKと異なり編成業務を担当しているところもあるため、「放送部」ではなく「編成部」という名称を用いている場合がある。
- また、この「放送部」の名称は「アナウンス部」と同等の意味でラテ兼営局に多かったが、「アナウンス部」への改称や部署統廃合などにより、現在「放送部」という名称を使用しているのは青森放送と青森テレビで、青森県の2局だけである。
- AMラジオ単営局については、以前はアナウンス部を持っている局も存在したが、今は[いつ?]存在しない[いつから?]。東海ラジオ放送のアナウンサーのように部の下である「アナウンス課」に属することもある。
- 特記すべきは、群馬テレビである。同社も比較的小規模であるため、報道局報道部と制作局制作部にアナウンサーが分かれて所属し、記者やディレクター業務を兼務しているが、業務局編成部にもアナウンサーが所属している。編成部の業務もアナウンサーが兼務していると推測されるが[独自研究?]、詳しい理由は不明である。
- びわ湖放送にはアナウンサーとされる社員はおらず、記者やディレクターなどの一般社員が、並行してアナウンス業務を行っている。フリーも積極的に登用している。